# پرونوس جاوه‌ای
پرونوس جاوه‌ای (نام علمی: Prunus javanica) نام یک گونه از سرده پرونوس است.